# CDA Navalcarnero
A CDA Navalcarnero, teljes nevén Club Deportivo Artistico Navalcarnero spanyol labdarúgóklubot 1961-ben alapították, 2010-11-ben a negyedosztályban szerepelt.

## A legutóbbi szezonok
| Szezon  | Osztály    | Poz. | Copa del Rey |
| ------- | ---------- | ---- | ------------ |
| 1987/88 | 3ª         | 12.  |              |
| 1988/89 | 3ª         | 8.   |              |
| 1989/90 | 3ª         | 10.  |              |
| 1990/91 | 3ª         | 14.  |              |
| 1991/92 | 3ª         | 18.  |              |
| 1992/93 | 3ª         | 20.  |              |
| 1993/94 | Regionális | —    |              |
| 1994/95 | Regionális | —    |              |
| 1995/96 | 3ª         | 17.  |              |
| 1996/97 | Regionális | —    |              |
| 1997/98 | 3ª         | 16.  |              |
| 1998/99 | 3ª         | 11.  |              |

| Szezon  | Osztály | Poz. | Copa del Rey |
| ------- | ------- | ---- | ------------ |
| 1999/00 | 3ª      | 12.  |              |
| 2000/01 | 3ª      | 14.  |              |
| 2001/02 | 3ª      | 3.   |              |
| 2002/03 | 3ª      | 2.   |              |
| 2003/04 | 3ª      | 4.   |              |
| 2004/05 | 2ªB     | 19.  |              |
| 2005/06 | 3ª      | 12.  |              |
| 2006/07 | 3ª      | 7.   |              |
| 2007/08 | 3ª      | 2.   |              |
| 2008/09 | 2ªB     | 17.  |              |
| 2009/10 | 3ª      | 7.   |              |
| 2010/11 | 3ª      |      |              |

## Külső hivatkozások
- Hivatalos weboldal